# Ordine delle Tre stelle
L'Ordine delle Tre stelle (in lettone: Triju zvaigžņu ordenis) è un ordine cavalleresco di merito conferito dalla Repubblica di Lettonia. Esso venne fondato nel 1924 in ricordo della fondazione dello Stato. Il suo motto è "Per aspera ad astra" ed è articolato in cinque gradi e tre medaglie d'onore.

## Classi
L'Ordine dispone delle seguenti classi di benemerenza:
- Commendatore di gran croce con collare
- Commendatore di gran croce
- Grand'ufficiale
- Commendatore
- Ufficiale
- Cavaliere

| Nastri          |                            |                                        |
| Cavaliere       | Ufficiale                  | Commendatore                           |
| Grand'ufficiale | Commendatore di gran croce | Commendatore di gran croce con collare |

## Insegne
- La "medaglia" dell'ordine consiste in una croce smaltata di bianco con i lati dorati. Al centro nella parte frontale si trova un medaglione smaltato di blu con tre stelle a cinque punte di colore oro. Sul retro invece si trova un medaglione sempre blu con la scritta in oro "Per aspera ad astra" e "Latvijas Republika — 1918.g.18. novembris" con il motto dell'ordine e la fondazione dello stato
- La "placca" dell'ordine, insegna riservata al primo ed al secondo grado, ha il medesimo disegno della medaglia ed è più grande per i cavalieri di I classe. La placca consiste in una stella d'argento con al centro un medaglione smaltato di blu riportante le tre stelle di cinque punte in oro attorniate dall'iscrizione "Par Tēviju" ("Per la Patria").
- Il "collare" dell'ordine viene conferito ai Commendatori di gran croce in casi eccezionali, solitamente quando questi si trovano ad essere anche capi di stato. Il collare è composto dall'alternarsi di tre stelle con una croce fiammata, un leone e un grifone, tutti simboli della tradizione lettone.
- La "medaglia" d'onore è invece la decorazione più bassa e riporta sul diritto il medesimo tema delle altre insegne, mentre sul retro riporta la scritta "Par Tēviju" con un cuore fiammeggiante sopra l'iscrizione, il tutto attorniato da una corona d'alloro. Essa si divide in classe d'oro, d'argento o di bronzo a seconda dei meriti conseguiti.

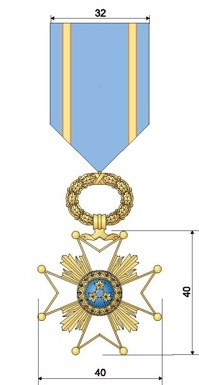
Cavaliere
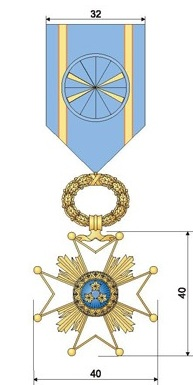
Ufficiale
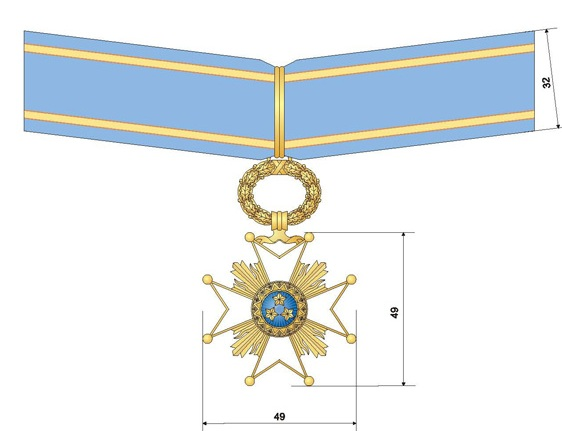
Commendatore (uomo)
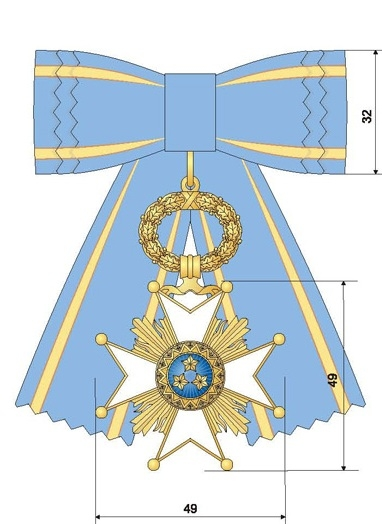
Commendatore (donna)
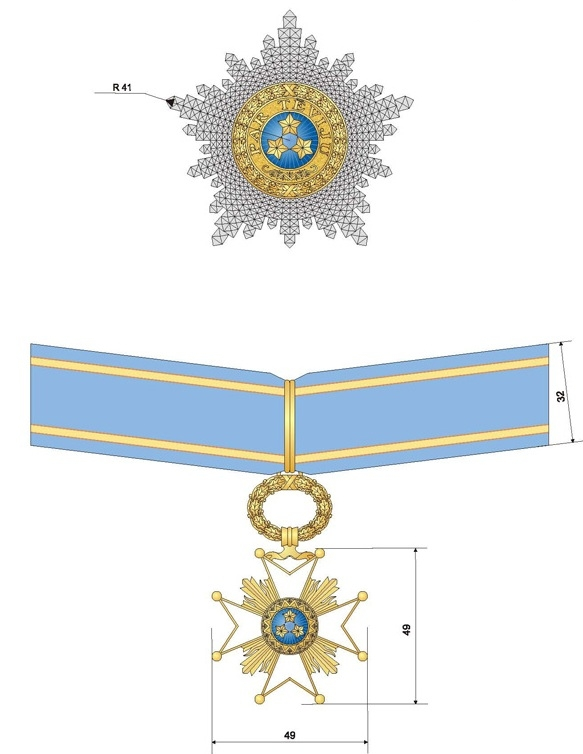
Grand'ufficiale (uomo)
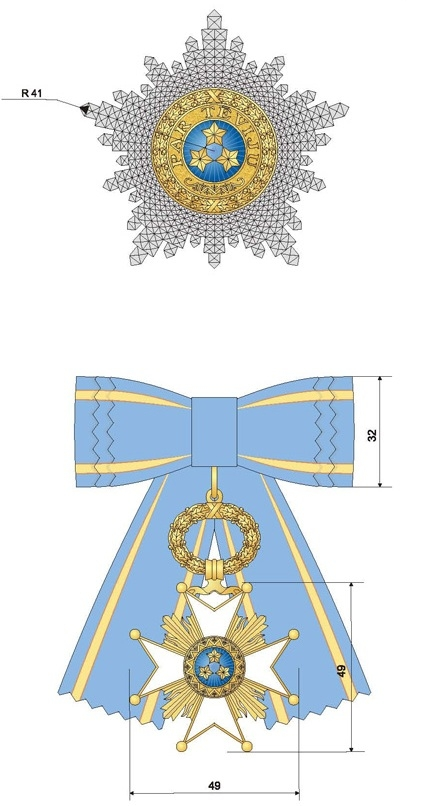
Grand'ufficiale (donna)
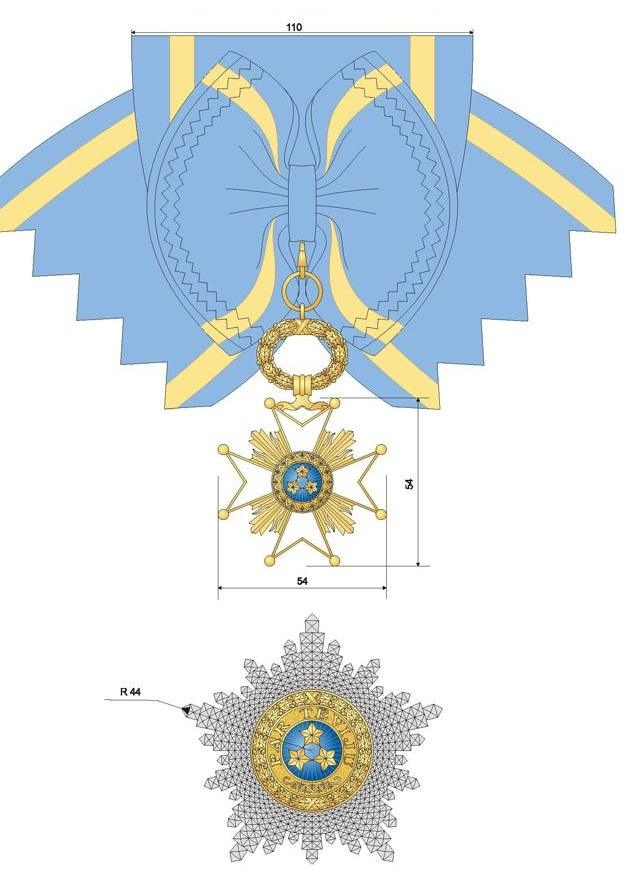
Commendatore di gran croce (uomo)
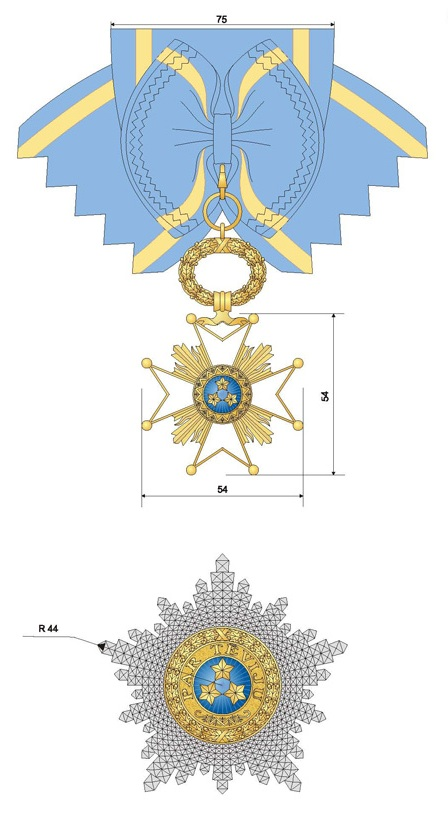
Commendatore di gran croce (donna)
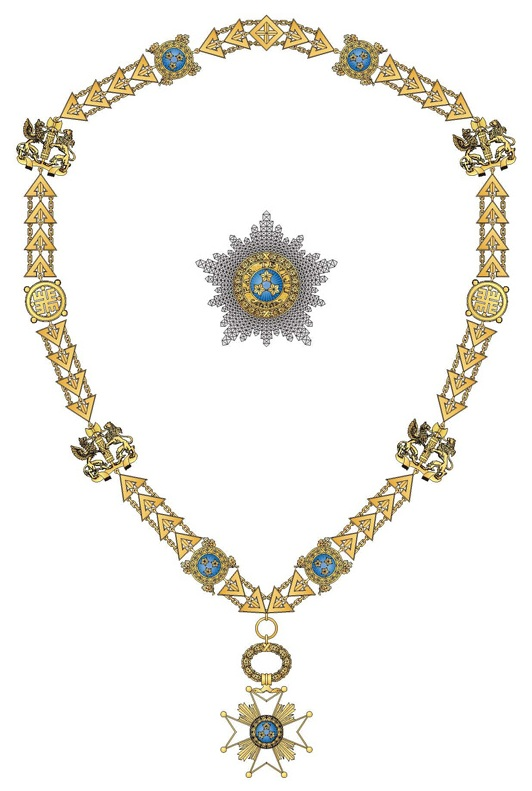
Commendatore di gran croce con collare

## Insigniti notabili
- Hillary Clinton, 2014
- Joe Biden, 2011
- Elisabetta II d'Inghilterra
- George William Vella, 2024
- Alar Karis, 2023
- Marcelo Rebelo de Sousa, 2023
- Egils Levits, 2019
- Kersti Kaljulaid, 2019
- Laura Mattarella, 2018
- Sergio Mattarella, 2018
- Frank-Walter Steinmeier, 2019
- Guðni Thorlacius Jóhannesson, 2018
- Carlo Azeglio Ciampi
- Carlo XVI Gustavo di Svezia
- Guglielmo Alessandro dei Paesi Bassi, 2018
- Máxima dei Paesi Bassi, 2018
- Dalia Grybauskaitė, 2013
- Joachim Gauck, 2013
- Valdas Adamkus
- Vija Artmane
- Juan Carlos I di Spagna, 2004
- Sofia di Spagna, 2004
- Helmuts Balderis
- Silvio Berlusconi
- George W. Bush, 2005
- Jānis Čakste, 1925
- Jacques Chirac
- Sauli Niinistö, 2013
- Tarja Halonen
- Toomas Hendrik Ilves
- Mariss Jansons
- Gidon Kremer
- Alberts Kviesis, 1930
- Tutti i politici che hanno votato per la restaurazione dell'indipendenza della Repubblica di Lettonia
- Raimonds Pauls
- Romano Prodi, 2007
- Ul'jana Semënova, 1995
- Guntis Ulmanis
- Kārlis Ulmanis
- Vaira Vīķe-Freiberga, 1995
- Boris El'cin
- Viktor Juščenko, 2006
- Valdis Zatlers
- Martins Dukurs, 2010
- Diāna Dadzīte, 2017